# 山本玄峰

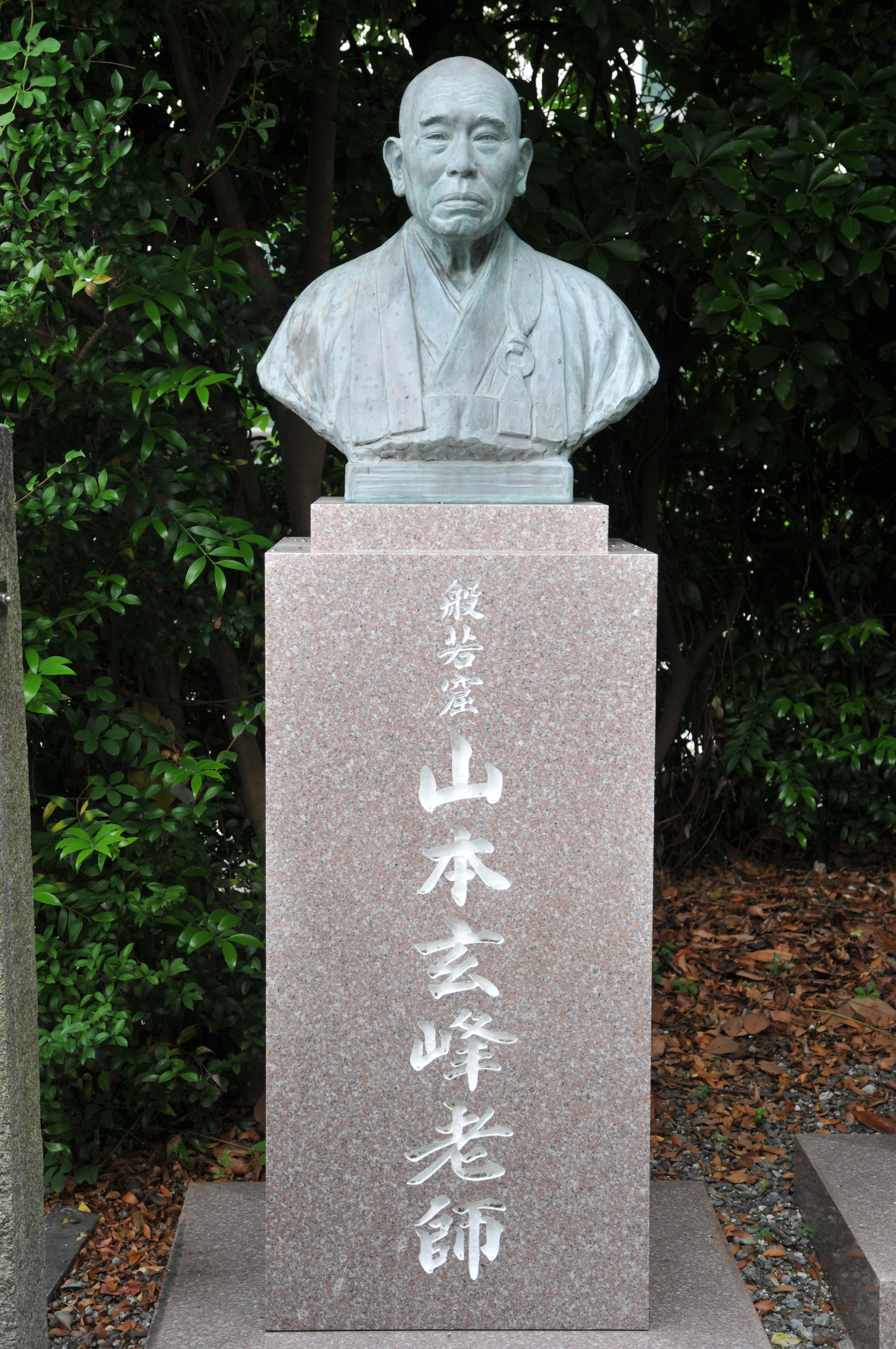
山本玄峰の胸像（雪蹊寺）

山本 玄峰（やまもと げんぽう、慶応2年1月28日（1866年3月14日） - 昭和36年（1961年）6月3日）は、日本の禅僧。道号は玄峰、法諱は宜詮、宜雄。室号は般若窟。俗姓は岡本、後に山本。和歌山県本宮町生まれ。龍澤僧堂師家（僧堂を開単）、瑞泉僧堂師家（僧堂を開単）、21代妙心寺派管長、圓福僧堂家を歴任する（年代順）。
生涯を通して、四国八十八箇所遍路を最晩年まで続け17回に達した。昭和において多くの著名人が参禅に訪れた静岡県三島市の龍沢寺の住職として有名。鈴木貫太郎に終戦を勧め、戦後も象徴天皇制を鋭く示唆する。遺言により葬儀はなかった。世寿96歳。

## 生涯

### 出生から結婚まで
1866年（慶応2年）3月14日和歌山県東牟婁郡四村（現・田辺市本宮町）の湯の峰温泉の旅館・芳野屋（現・あづまや旅館）で生まれた。産まれた後旅館の前に盥に入れて捨てられていた。乳児を、渡瀬の岡本善蔵・とみえ夫妻が拾い、養子にして岡本芳吉と名付けた。幼少期は暴れん坊で勘が鋭かったため、「感応丸」と呼ばれた(p.7)。10代前半の頃から筏流しなど肉体労働に従事し、賭博とか賭的等にも興じていた(pp.8-9)。
1884年（明治17年）、玄峰が19歳の時に、いち女と結婚して岡本家の家督相続人となった。

### 眼病の始まりから得度そして山本玄峰になるまで
結婚後暫くしてから眼病を患い、翌年（明治18年）には眼病の治癒を願って滝行に挑んだ。その後、現在の京都府立医科大学付属病院に入院して、遂に1887年（明治20年）には医師から失明宣告（わずかに光は感ずることができたという）を受けるに至った。宣告後、病院を出て足尾銅山等彷徨い、越後出雲崎で行倒れとなった(p.14)。眼疾はすすむので、弘法大師（空海）の高徳に縋ろうと、四国八十八箇所の霊場巡りを発願した。はだし参りをすること7回に及んだ。この四国遍路をしている間に、妻のいち女と離婚。1889年（明治22年）の7回目の四国遍路の途上、33番札所である高知県の雪蹊寺の門前で行き倒れとなったところを山本太玄和尚に助けられた。その後は寺男として働き始め、一度故郷に帰り家督を弟に譲った。そして雪蹊寺に戻り、1890年（明治23年）には太玄和尚について得度。玄峰の号を授かりその後、太玄和尚の養子となった(pp.15-17)。

### 修行時代から嗣法するまで
翌年の1891年（明治24年）からは、滋賀県の永源寺、神戸の祥福寺、岡山県の宝福寺、岐阜県の虎渓山の専門道場に掛錫、通算して11年間修業した。1903年（明治36年）6月28日には師の太玄和尚が遷化し、後を継いで雪蹊寺の住職となる。そして雪蹊寺を復興する。また雪蹊寺住職の時に深くお慕いしている、円福寺の見性宗般を拝請して護国会という摂心会が開かれた。1908年（明治41年）には、虎渓山時代の友人柴田禅郁こと、太岳和尚に雪蹊寺を譲った(p.53)。そして念願だった京都八幡の円福寺に再度掛搭。円福僧堂師家の見性宗般の指導を受ける。そして円福僧堂七年間在錫して、1914年（大正3年）遂に宗般老師より嗣法する。(p.300 玄峰老師略年譜)

### 龍沢寺住職と松蔭寺、白山道場
翌年の1915年（大正4年）、白隠の高弟である東嶺円慈によって創建された静岡県三島市の龍沢寺住持となる。その頃の龍沢寺は甚だしく荒れており、言わば荒れ放題の状態であった。1917年（大正6年）龍沢寺の禅堂の改修が成り、白隠禅師百五十回忌に、師匠の見性宗般、西宮市の海清寺の中原鄧州、虎渓山の村上無底の三老師を拝請して、三週間の摂心会を厳修した(p.300 玄峰老師略年譜)。そして更に復旧に専念し1920年（大正9年）には龍沢寺の庫裏を完成する。また前年の5月からは白隠所縁の静岡県沼津の松蔭寺住職を兼務して白隠の古道場の復興にも力を注いだ。松蔭寺兼任は1929年（昭和4年）の春、犬山の瑞泉寺住職になるまで続いた。1921年（大正10年）には東京小石川の龍雲院白山道場に正道会（正修会）を開く。後に法を嗣ぐ中川宋淵が山本玄峰に出会ったのもこの会においてである。そして井上日召や田中清玄などが、山本玄峰に参禅したのもこの会であった。

### アメリカ等外遊そして瑞泉寺住職
1923年（大正12年）2月23日、大洋丸に搭乗外遊の途に就く。アメリカではウォレン・ハーディング大統領に会見。その後イギリス、ドイツを巡遊。ドイツで関東大震災の報を聞き帰朝。1924年（大正13年）には龍沢寺で東嶺禅師150年記念の授戒会を開催する。その後1925年（大正14年）10月にはインド仏跡巡拝する。1928年（昭和3年）9月に、山本玄峰は愛知県犬山市の瑞泉寺住職となる。そして1931年（昭和6年）には瑞泉寺に僧堂を開単する。その後瑞泉寺退山後は、1933年（昭和8年）には名古屋の覚王山日泰寺の住職となる。翌1934年（昭和9年）8月には白隠の師匠である道鏡慧端（正受老人と呼ばれる）の寺、長野県飯山市の正受庵住職を兼務することとなり復興に努めた。(p.300 玄峰老師略年譜)

### 新京妙心寺別院開創から終戦
1936年（昭和11年）7月、新京に妙心寺別院を開創し、11月には新京妙心寺別院禅堂の開単式を挙行。1941年（昭和16年）10月には遂に正式に龍沢寺の僧堂開単が認められる。1945年（昭和20年）、終戦の詔勅にある「耐え難きを耐え、忍び難きを忍び」の文言を進言したとも言われ、戦後も天皇を国家の「象徴」と定義する（象徴天皇制）よう発案するなど、鈴木貫太郎首相や楢橋渡内閣書記官長などの相談役なども務めた。また終戦前後の玄峰の活躍や『耐え難きを耐え、忍び難きを忍び』の詳細に関してはNHK教育テレビ放送で、当時の全生庵住職の平井玄恭が詳しく語っている。

### 妙心寺派管長から遷化まで
1947年（昭和22年）には臨済宗妙心寺派21代管長に推挙され晋山（昭和22年から昭和24年）。そして1948年（昭和23年には）花園大学の改革にも着手した。1950年（昭和25年）には戻った龍沢寺で4月に授戒会を開催。そして翌年の1951年（昭和26年）龍沢寺を法嗣の中川宋淵に譲り、住職を辞任。その後しばらくして、居士の近藤政吉が建立した沼津市の去来庵に弟子の平井玄恭と一緒に数年滞在した。1953年（昭和28年）3月、14回目の四国遍路を行った。これが歩いて巡る四国遍路の最後となった。同年の4月には龍沢寺にて米寿祝賀会。来会者400名。1957年（昭和32年）には高知の雪蹊寺に霊宝殿を建立する。同年7月には田中清玄宅に行き、朝浴室にて倒れ北品川病院に1月ほど入院したが、10月には龍沢寺の入制大接心に無門関提唱をする。1960年（昭和35年）には「無門関提唱」上梓。その後、東京谷中の全生庵にて静養する。12月21日に狭心症発作。翌23日には全生庵にて遺言を口授する。1961年（昭和36年）1月16日、玄峰の希望により全生庵から三島竹倉温泉の旅館伯日荘に移る。6月3日午前1時25分遷化。世寿96。遺骸を即時龍沢寺に移した。6月5日に荼毘に付した。遺言により葬儀は行われなかった。そして25日に般若斎を営む。9月28日に誕生地、和歌山県湯の峰温泉場に『玄峰塔』建立。(p.308 玄峰老師略年譜)

## 終焉の地・竹倉温泉伯日荘
三島市の竹倉温泉・伯日荘（残念ながら現在は長期休業中です。）は、龍沢寺から車で三十分のところ。質素な湯治場だ。温泉好きの玄峰は、素朴なこの温泉を愛した。そして「玄峰老師の部屋」がある。1961年（昭和36年）6月3日午前1時25分、96歳をもって玄峰老師は、この部屋で生涯を閉じた。伯日荘が最期の場所になったのは、「龍沢寺におったのでは修行中の雲水に迷惑がかかるから、竹倉に行く」と老師の願いで、東京全生庵から車でやって来たからである。部屋に将棋名人の升田幸三と並んでとった写真が掲げてあった。そして時の総理池田勇人首相はこの部屋に、お忍びで見舞いにやってきた。

## 唯一の著書である無門関提唱より
『‥前文‥　公案、拈提はみな方便です。瓦をもって門をたたくか、石をもって門をたたくかというようなことです。門をたたいて誰を呼び出すかというたら、めいめいの主人公を呼び出す』（『無門関提唱』山本玄峰著 大法輪閣発行 1960年より）

## 逸話

### あの人は斬れない
多くは文字を知らなかったとされるが豪傑として知られ、その姿を見た剣の達人は「あの人は斬れない。衣と体がひとつになっている。ああいう人は斬れない」と周囲に洩らしたという話がある。(田中清玄著 「玄峰老師言行録」1986年10月 pp.87-88)。

### ほんまもの
将棋の升田幸三名人が、先を歩いていた人の後姿を見て、いわゆる「ほんまもの」だったと言われた。そういった自然の後姿に滲んでいた玄峰老師独自のしゃんとした雰囲気を、誰とも知らずに感じ取った升田幸三も偉い人だったと思います(鈴木宗忠著 「玄峰老師言行録」1986年10月 p.76)。因みに、升田名人と山本玄峰はその後会って意気投合した。

### 去来庵
駿河湾を望む沼津市多比にある玄峰の隠居所、「去来庵」（玄峰の信者の近藤政吉が建立）における老師のくだけた一面を、弟子の平井玄恭が次の様に回想している。
『玄峰老師が八十八歳前後の三年程、私は老師と一緒に去来庵で暮らしておりましたが、老師が隠居暮らしの気楽さからか、正月などは元旦から十日頃まで、老師と親しい信者が朝九時頃から夕方六時頃まで、酒を持って入り代り立ち代り、多い日には二十名くらいやって来る。老師はその人たちを相手に毎日毎日飲み続けで、客替れども主替らずのありさまでした。九十歳近くの老人が十日間、朝から晩まで客を相手に酒を飲み続け、しかも相手に応じて話をし、法を説き、相手を納得させ、相手を満悦させ、相手を感化するということは凡そ人間業ではないと思います。しかし、感心するのはそれからです。夕刻、客がすっかり帰ってしまうと、「やれやれ今日も、これで閉店じゃ。ぼつぼつ一杯飲むか」と、一人で機嫌よく、歌を唄いながら酒の飲み直しをせられるわけです。このような飲み方をしても、二日酔で翌日寝られるようなことは絶対にありませんでした。』（「玄峰老師随聞」）

## 法嗣
- 中川宋淵（生没　1907-1984）龍沢僧堂師家
- 通山宗鶴（生没　1892-1974）円福僧堂師家

## その他の弟子孫弟子等と居士の弟子
- 鈴木宗忠（生没　1921-1990）龍沢僧堂師家。玄峰の法嗣である中川宋淵の法嗣。1954年（昭和29年）龍沢僧堂に掛搭して中川宋淵に参じ、一方では閑栖の山本玄峰に随侍した。その師弟関係から晩年の山本玄峰に随時して、一度四国遍路をしている。
- 平井玄恭（生没　1919-1993）全生庵住職。平井自身が1925年（大正14年）6歳の時に山本玄峰の最初の寺である雪蹊寺の小僧となっている。そういった縁もあってか、40年以上に及んで山本玄峰に仕えた。玄峰は東京へ行くと、全生庵でよく提唱や講義を行った。そして玄峰が遷化する数日前迄は全生庵に滞在していた。その影響もあり、ここ全生庵には戦前から多くの政治家が坐禅などに訪れる様になった。その後も、中曽根康弘や安倍晋三が坐禅に時折来ていたのは有名である。
- 与五沢宗舜（生没　1895-1945）前龍沢寺住職であった翠巌宗蜜の弟子、与五沢宗舜は宗蜜が寺を去って、山本玄峰が引き継いだ後も寺に残った。そして師の玄峰を支え一緒に荒廃していた龍沢寺を復興した。山本玄峰の後継者と言われていた。しかし敗戦の年自らの命を絶った。理由は病気説と戦争責任説があるが詳細は不明。宗舜の死後５年して、中川宋淵が後継者として住職になった。

以下、居士の弟子
- 鈴木貫太郎（生没　1868-1948）第42代内閣総理大臣、連合艦隊司令長官[13]
- 吉田茂（生没　1878-1967）第45代・第48-51代内閣総理大臣
- 池田勇人（生没　1899-1965）第58-60代内閣総理大臣
- 四元義隆（生没　1908-2004）実業家、三幸建設工業社長等[13]
- 田中清玄（生没　1906-1993）実業家、光祥建設株式会社社長等
- 井上日召（生没 1886-1967）日本の宗教家。政治運動家。1932年（昭和7年）に起きた血盟団事件で、山本玄峰は井上日召のため裁判で特別弁護を行った。
- 西田天香（生没　1872-1968）一燈園の創始者、宗教家、社会事業家
- 岩波茂雄（生没　1881-1946）岩波書店創業者
- 安生慶三郎（生没　1866～1935）日本初の琺瑯製造会社、清州商店創業者。山本玄峰へ金銭的な支援をした。自身の墓も三島の龍沢寺にある。
- 玉置弁吉（生没　?）玉置病院院長。玄峰のホームドクター。健康面で玄峰を支えた。
- 近藤政吉（生没　?）株式会社近藤商店創業者。山本玄峰の熱心な信者であったので、1936年（昭和11年）に駿河湾を望む沼津市多比に玄峰老師の隠居所「去来庵」を建立寄進した。子息の近藤二夫が14回目になる山本玄峰の四国遍路に随侍した。

## 著作
- 『無門関提唱』（大法輪閣、1960年、新版1980年） ISBN 4804610197
玄峰本人の録音版で「大法輪仏教文庫カセット」でも刊行
- 『毒語心経提唱』山本玄峰著 大法輪閣発行 1967年
- 『山本玄峰老師の遺墨』山本玄峰書 田中温古堂発行 1991年

評伝・回想
- 高木蒼梧編 『玄峰老師』（大法輪閣、2009年）
- 帯金充利 『再来　山本玄峰伝』（大法輪閣、2002年）
- 玉置弁吉編 『回想山本玄峰』（春秋社、1974年、新版1986年）
- ※『田中清玄自伝』に回想がある。インタビュアー大須賀瑞夫  
（文藝春秋、1993年、ちくま文庫、2008年）